# Глухово-Виндак
Глухово-Виндак — деревня в гмине Хелмжа Торуньского повета Куявско-Поморского воеводства в центральной части севера Польши.